# درم المعبري
درم المعبري هي إحدى حارات حي يريم بمدينة يريم أحد مدن محافظة إب، بلغ تعداد سكانها 915 نسمة حسب تعداد اليمن لعام 2004.